# Simtek
Simtek (Simulation Technology) byl tým Formule 1. Společnost založil v roce 1989 Max Mosley a Nick Wirth jako společnost technického poradenství pro Formuli 1. Společnost byla původně zapojena do mnoha oblastí vývoje, včetně staveb aerodynamických tunelů a vývoje šasi pro jiné týmy.

## Simulation Technology
Nick Wirth špičkový inženýr a přítel Marka Herda, syna jedno ze spoluzakladatelů týmu March F1, Robina Herda. Proto nebylo velkým překvapením, když začal pracovat na vývoji aerodynamiky u týmu March. Poté pomáhal Adrianu Neweyovi při navrhování vozu March 881 a samostatně pak na projektu March-Nissan Le Mans. Poté, co dochází ke spojení March s Leyton House. Herd a Mosley ze společnosti odcházejí. Na Hardové doporučení Mosley a Wirth zakládají společnost Simtek. Jméno Maxe Mosleye způsobilo že společnost měla v krátké době záviděníhodný seznam klientů. Mezi ty kdo vyúžíval služby společnosti Simtek byly i FIA, Francouzská vláda, Ligier (pro kterého navrhovali a realizovali aerodynamický tunel v Magny Cours), Indycar, týmy Formule 3000 a další. Myšlenka vstoupit do formule 1 s vlastním týmem se začala honit hlavou obou majitelů. Původně se Simtek spojil s německou automobilkou BMW roku 1990, aby společně pracovali na projektu vozu formule 1. BMW se nakonec rozhodlo pro cestovní vozy a projekt vozu F1 byl prodán italské společnosti Andrea Moda, která jej používala v roce 1992. Ten samý rok Max Mosley prodal podíl ve společnosti Nicku Wirthovi, který se nadále věnuje práci na vývoji šasi pro tým Andrea Moda a dále i pro nově vznikající španělský projekt F1, kde se měl angažovat jako pilot i Jordi Gené. Po smrti ředitele Jeana Mosniera, se tým dostal do platební neschopnosti a od projektu bylo upuštěno.

## Formule 1
V srpnu 1993 začal pracovat na projektu vlastní stáje formule 1. Nick Wirth získal pro tým trojnásobného mistra světa Sira Jacka Brabhama jako podílníka, proto nikoho nepřekvapil, že jeho nejmladší syn David Brabham, byl oznámen jako jeden z pilotů. V roce 1994 Simtek vstoupil do světa formule 1 vozem Simtek S941, agregátem Ford HB a jezdci Rolandem Ratzenbergerem a Davidem Brabhamem. První překážky se dostavily záhy, nové šasi bylo vybaveno aktivním zavěšením, které bylo pro rok 1994 zakázáno, Wirth musel vůz přepracovat, ale nové konzervativní řešení zavěšení si s vozem tolik nerozumělo. Také motor postrádal dostatek výkonu. Proto bylo potřeba k Brabhamovi přibrat i nějakého jezdce, který přinese dostatek peněz nebo silného sponzora. Simtek vstoupil do jednání s Andreou de Cesarisem, který za sebou měl Marlboro, Gil de Ferranem, který dal přednost americkým závodům. Roland Ratzenberger měl finanční prostředky jen na část sezóny, ale hned v počátku se smrtelně zranil při Grand Prix San Marina. V týmu ho nahradil Andrea Montermini, který se zranil hned v dalším závodě. V týmu, který začal řešit finanční potíže najímáním platících jezdců, prošlo do konce sezóny několik dalších pilotů.

### Tragická Imola
Dvacet minut po začátku poslední části kvalifikace ztratil Roland Ratzenberger kontrolu nad svým vozem Simtek, když se blížil do zatáčky Villeneuve. Narazil do betonové zdi a ačkoliv kokpit vozu zůstal takřka nepoškozen, síla nárazu zlomila Ratzenbergerovi vaz. Ratzenberger, nováček ve Formuli 1, jel rychlostí 306 km/h ve chvíli, kdy se mu ulomilo přední křídlo, které poškodil nárazem na obrubník v předchozím kole
Kvalifikace byla zastavena a zbývajících 40 minut bylo nakonec zrušeno. Později bylo oznámeno, že Ratzenberger podlehl mnohačetným zraněním. Šlo o první smrt při závodním víkendu Formule 1 od Grand Prix Kanady 1982, kde zahynul Riccardo Paletti. Bylo to také osm let od úmrtí Elio de Angelise, který nepřežil nehodu při testování svého Brabhamu na okruhu Paul Ricard.
Ačkoli by jiný tým v podobné situaci ze závodu stáhl druhý vůz, Brabham se rozhodl v závodě pokračovat, i když jen do 31 kola, kdy vyjel mimo trať. Pro debutující tým to byla zmatená situace. V Monaku se Simek prezentoval jen s jediným vozem a znovu se ocitl v nezáviděníhodné situaci. V závodě těžce havaroval Karl Wendlinger , kterého z vozu vyprostili v hlubokém bezvědomí. Mnoho lidi v týmu Simek právě pro Wendlingera pracovalo v době, jeho angažmá u týmu March. Další zářez do již tak podlomené psychiky týmu i lidí v něm zaznamenal Andrea Montermini, kterého tým povolal na místo zesnuvšího Ratzenbergera. Andrea Montermini měl hned v prvním kole nehodu , která se podobala té při které zemřel Roland Ratzenberger. Další šasi bylo zničeno, Andrea vyvázl jen se zlomeným prstem a rozdrcenou patou.

## Kompletní výsledky v F1
| Legenda k tabulce | Legenda k tabulce                                                                       |
| Barva             | Výsledek                                                                                |
| ----------------- | --------------------------------------------------------------------------------------- |
| Zlatá             | Vítěz                                                                                   |
| Stříbrná          | 2. místo                                                                                |
| Bronzová          | 3. místo                                                                                |
| Zelená            | Bodované umístění                                                                       |
| Modrá             | Nebodované umístění                                                                     |
| Modrá             | Dokončil neklasifikován (NC)                                                            |
| Fialová           | Odstoupil (Ret)                                                                         |
| Červená           | Nekvalifikoval se (DNQ)                                                                 |
| Červená           | Nepředkvalifikoval se (DNPQ)                                                            |
| Černá             | Diskvalifikován (DSQ)                                                                   |
| Bílá              | Nestartoval (DNS)                                                                       |
| Bílá              | Závod zrušen (C)                                                                        |
| Světle modrá      | Pouze trénoval (PO)                                                                     |
| Světle modrá      | Páteční testovací jezdec (TD)                                                           |
| Bez barvy         | Netrénoval (DNP)                                                                        |
| Bez barvy         | Vyřazen (EX)                                                                            |
| Bez barvy         | Nepřijel (DNA)                                                                          |
| Bez barvy         | Odvolal účast (WD)                                                                      |
| Bez barvy         | Nezúčastnil se (prázdné)                                                                |
| Označení          | Význam                                                                                  |
| Tučnost           | Pole position                                                                           |
| Kurzíva           | Nejrychlejší kolo                                                                       |
| †                 | Jezdec nedojel do cíle, ale byl klasifikován, protože odjel více než 90 % délky závodu. |
| ‡                 | Byl udělován poloviční počet bodů, protože bylo odjeto méně než 75 % délky závodu.      |
| Horní index       | Umístění bodujících jezdců ve sprintu                                                   |

| Rok  | Šasi        | Motor      | Jezdec                 | 1   | 2   | 3   | 4   | 5   | 6   | 7   | 8   | 9   | 10  | 11  | 12  | 13  | 14  | 15  | 16  | 17  | Body | Pořadí |
| ---- | ----------- | ---------- | ---------------------- | --- | --- | --- | --- | --- | --- | --- | --- | --- | --- | --- | --- | --- | --- | --- | --- | --- | ---- | ------ |
| 1994 | Simtek S941 | Ford HB V8 |                        | BRA | PAC | SMR | MON | ŠPA | KAN | FRA | GBR | NĚM | HUN | BEL | ITA | POR | EUR | JPN | AUS |     | 0    | 0      |
| 1994 | Simtek S941 | Ford HB V8 | David Brabham          | 12  | Ret | Ret | Ret | 10  | 14  | Ret | 15  | Ret | 11  | Ret | Ret | Ret | Ret | 12  | Ret |     | 0    | 0      |
| 1994 | Simtek S941 | Ford HB V8 | Roland Ratzenberger    | DNQ | 11  | DNS |     |     |     |     |     |     |     |     |     |     |     |     |     |     | 0    | 0      |
| 1994 | Simtek S941 | Ford HB V8 | Andrea Montermini      |     |     |     |     | DNQ |     |     |     |     |     |     |     |     |     |     |     |     | 0    | 0      |
| 1994 | Simtek S941 | Ford HB V8 | Jean-Marc Gounon       |     |     |     |     |     |     | 9   | 16  | Ret | Ret | 11  | Ret | 15  |     |     |     |     | 0    | 0      |
| 1994 | Simtek S941 | Ford HB V8 | Domenico Schiattarella |     |     |     |     |     |     |     |     |     |     |     |     |     | 19  |     | Ret |     | 0    | 0      |
| 1994 | Simtek S941 | Ford HB V8 | Taki Inoue             |     |     |     |     |     |     |     |     |     |     |     |     |     |     | Ret |     |     | 0    | 0      |
| 1995 | Simtek S951 | Ford ED V8 |                        | BRA | ARG | SMR | ŠPA | MON | KAN | FRA | GBR | NĚM | HUN | BEL | ITA | POR | EUR | PAC | JPN | AUS | 0    | 0      |
| 1995 | Simtek S951 | Ford ED V8 | Domenico Schiattarella | Ret | 9   | Ret | 15  | DNS |     |     |     |     |     |     |     |     |     |     |     |     | 0    | 0      |
| 1995 | Simtek S951 | Ford ED V8 | Jos Verstappen         | Ret | Ret | Ret | 12  | Ret |     |     |     |     |     |     |     |     |     |     |     |     | 0    | 0      |